# Paris-Tours 2022
Le Paris-Tours 2022 est la 116e édition de cette course cycliste masculine sur route. Il a lieu le 9 octobre 2022 entre Chartres et Tours, sur une distance de 213,5 kilomètres, et fait partie du calendrier des UCI ProSeries en catégorie 1.Pro. 

## Présentation

### Parcours
Cette édition comporte un léger changement d’itinéraire, avec l’ajout de deux chemins de vignes mais le kilométrage total de ces portions non bitumées (10 kilomètres) ne varie guère par rapport à la course de 2021. La dernière difficulté est la côte de Rochecorbon dont le pied présente un pourcentage de 13 % et le sommet se situe à 10,5 km de l'arrivée à Tours.

### Équipes
Vingt-quatre équipes sont au départ de la course : quatorze équipes UCI WorldTeam, six équipes continentales professionnelles et quatre équipes continentales.
| WorldTeams (14)- AG2R Citroën Team - Bora-Hansgrohe - Cofidis - EF Education-EasyPost - Groupama-FDJ - Ineos Grenadiers - Intermarché-Wanty-Gobert Matériaux - Israel-Premier Tech - Jumbo-Visma - Lotto-Soudal - BikeExchange-Jayco - Team DSM - Trek-Segafredo - UAE Team Emirates ProTeams (6)- Alpecin-Deceuninck - B&B Hotels-KTM - Bingoal Pauwels Sauces WB - Arkéa-Samsic - TotalEnergies - Uno-X Pro Cycling Team Équipes continentales (4)- Go Sport-Roubaix Lille Métropole - Saint Michel-Auber 93 - Nice Métropole Côte d'Azur - Team U Nantes Atlantique |
| |

### Favoris et principaux participants
Les principaux favoris à la victoire sont les Français Arnaud Démare (Groupama-FDJ), vainqueur de l'édition précédente, et Christophe Laporte (Jumbo-Visma) récent gagnant de Binche-Chimay-Binche ainsi que le Belge Jasper Philipsen (Alpecin), vainqueur trois jours plus tôt de Paris-Bourges. Parmi les autres favoris ou outsiders, on peut citer le Suisse Stefan Küng (Groupama-FDJ), les Français Benoît Cosnefroy (AG2R Citroën), Franck Bonnamour (B&B Hôtels) et Bryan Coquard (Cofidis), l'Italien Matteo Trentin (UAE Emirates) ainsi que les jeunes sprinteurs belge Arnaud De Lie (Lotto Soudal) et néerlandais Olav Kooij (Jumbo-Visma). Cette course est aussi la dernière de la longue carrière de Philippe Gilbert (40 ans), vainqueur à Tours en 2008 et 2009. Le Belge pourrait tenter un ultime baroud d'honneur.

## Classement final
| \| Classement général \| Classement général \| Classement général \| Classement général \| Classement général \| \| Coureur \| Coureur \| Pays \| Équipe \| Temps \| \| ------------------ \| ------------------ \| ------------------ \| ------------------ \| ------------------ \| \| 1er \| Arnaud Démare \| France \| Groupama-FDJ \| 4 h 53 min 01 s \| \| 2e \| Edward Theuns \| Belgique \| Trek-Segafredo \| + 0 s \| \| 3e \| Sam Bennett \| Irlande \| Bora-Hansgrohe \| + 0 s \| \| 4e \| Simone Consonni \| Italie \| Cofidis \| + 0 s \| \| 5e \| Luca Mozzato \| Italie \| B&B Hotels-KTM \| + 0 s \| \| 6e \| Dries Van Gestel \| Belgique \| TotalEnergies \| + 0 s \| \| 7e \| Sandy Dujardin \| France \| TotalEnergies \| + 0 s \| \| 8e \| Matîs Louvel \| France \| Arkéa-Samsic \| + 0 s \| \| 9e \| Amaury Capiot \| Belgique \| Arkéa-Samsic \| + 0 s \| \| 10e \| Hugo Hofstetter \| France \| Arkéa-Samsic \| + 0 s \| |                  |          |                |                 |
| |                  |          |                |                 |
| Source : ProCyclingStats |                  |          |                |                 |
| Classement général |                  |          |                |                 |
| Coureur | Coureur          | Pays     | Équipe         | Temps           |
| 1er | Arnaud Démare    | France   | Groupama-FDJ   | 4 h 53 min 01 s |
| 2e | Edward Theuns    | Belgique | Trek-Segafredo | + 0 s           |
| 3e | Sam Bennett      | Irlande  | Bora-Hansgrohe | + 0 s           |
| 4e | Simone Consonni  | Italie   | Cofidis        | + 0 s           |
| 5e | Luca Mozzato     | Italie   | B&B Hotels-KTM | + 0 s           |
| 6e | Dries Van Gestel | Belgique | TotalEnergies  | + 0 s           |
| 7e | Sandy Dujardin   | France   | TotalEnergies  | + 0 s           |
| 8e | Matîs Louvel     | France   | Arkéa-Samsic   | + 0 s           |
| 9e | Amaury Capiot    | Belgique | Arkéa-Samsic   | + 0 s           |
| 10e | Hugo Hofstetter  | France   | Arkéa-Samsic   | + 0 s           |

### Classements UCI
La course attribue des points au Classement mondial UCI 2022 selon le barème suivant.
| Position           | 1er | 2e  | 3e  | 4e  | 5e | 6e | 7e | 8e | 9e | 10e | 11e | 12e | 13e | 14e | 15e | 16e à 30e | 31e à 40e |
| Classement général | 200 | 150 | 125 | 100 | 85 | 70 | 60 | 50 | 40 | 35  | 30  | 25  | 20  | 15  | 10  | 5         | 3         |